# Dushun Mosley
Dushun Mosley (* 1948 in Chicago Heights, Illinois) ist ein US-amerikanischer Jazzmusiker (Schlagzeug, Perkussion).

## Leben
Mosley wuchs in Phoenix (Illinois) in einer musikalischen Familie auf; seine Großeltern spielten Klavier bzw. Banjo; sein Vater war Schlagzeuger und trat gelegentlich mit Muddy Waters auf. Er spielte zunächst mit Henry Butler. 1976 zog er nach Chicago, wo er als Studiomusiker arbeiten wollte. Im Folgejahr wurde er Mitglied der AACM und war dann Teil von Steve Colson & The Unity Troupe, mit denen er 1978 ins Aufnahmestudio ging. Seit Mitte der 1980er Jahre spielte er u. a. bei den 8 Bold Souls (diverse Alben seit 1987, z. B. Ant Farm, 1994). Weiterhin gehört er zu Douglas Ewarts Inventions, den Shadow Vignettes, dem 5 after 7 Project und dem AACM Experimental Ensemble. 2009 trat er mit dem AACM Great Black Music Ensemble, dessen Mitglied er ebenfalls ist, auf dem Festival Umbria Jazz auf. Er leitet The Vizitors und die Signature Group.
Im Bereich des Jazz war er zwischen 1978 und 2009 an elf Aufnahmesessions beteiligt, auch mit Vandy Harris Jr und Dave Gordon (2007). Er ist auch auf Fred Andersons Album A Night at The Velvet Lounge – Made in Chicago (2007) zu hören.